# Torrent (Familienname)
Torrent ist ein Familienname.

## Namensträger
- Ana Torrent (* 1966), spanische Schauspielerin
- Carlos Torrent (* 1974), spanischer Radrennfahrer
- Christophe Torrent (* 1999), Schweizer Skirennläufer
- Domènec Torrent (* 1962), spanischer Fußballspieler und -trainer
- Jaime Torrent Albornoz (1893–1925), chilenischer Maler
- Jaume Torrent (Rennfahrer), katalanischer Automobilrennfahrer
- Jaume Torrent i Rius (* 1953), katalanischer Gitarrist, Komponist und Musikpädagoge
- José Roberto Torrent Prats (1904–1990), spanischer Maler
- Joseph Torrent (1795–1885), Schweizer Politiker
- Marion Torrent (* 1992), französische Fußballspielerin
- Montserrat Torrent i Serra (* 1926), spanische Organistin